# Kiskunlacháza
Kiskunlacháza é uma vila da Hungria, situada no condado de Peste. Tem 93,5 km² de área e sua população em 2019 foi estimada em 8.876 habitantes.